# 洋口镇 (如东县)
洋口镇，是中华人民共和国江苏省南通市如东县下辖的一个乡镇级行政单位。

## 行政区划
洋口镇下辖以下地区：
浒路村、甜港村、古坳村、耿庄村、新坝村、双灶村、闸西村、池塘头村、斜港村、同文村、潮港村、双墩村、刘环村、楼窑村、六份头村、三江口村、王鸭村、香橼树村、张埭村、油坊口村、杨楝园村和周新庄村。